# Suiza en los Juegos Olímpicos de Moscú 1980
Suiza estuvo representada en los Juegos Olímpicos de Moscú 1980 por un total de 73 deportistas que compitieron en 10 deportes.

## Medallistas
El equipo olímpico suizo obtuvo las siguientes medallas:
| Nombre             | Deporte           | Competición        |
| ------------------ | ----------------- | ------------------ |
| Oro                |                   |                    |
| Robert Dill-Bundi  | Ciclismo en pista | Persecución ind. M |
| Jürg Röthlisberger | Judo              | –86 kg M           |
| Plata              |                   |                    |
| —                  |                   |                    |
| Bronce             |                   |                    |
| —                  |                   |                    |